# 채널A 스포츠 투나잇
채널A 스포츠 투나잇은 대한민국에서 월~금 밤 10시 50분부터 밤 11시까지 텔레비전으로 방송되는 채널A의 스포츠 뉴스 프로그램이다.

## 채널A의 뉴스 프로그램
- 굿모닝! 채널A
- 채널A 12시 뉴스
- 채널A 뉴스 쇼 A타임
- 채널A 뉴스브리핑
- 뉴스A